# Powiat czarnkowski
Powiat czarnkowski – powiat województwa poznańskiego II Rzeczypospolitej, następnie województwa poznańskiego PRL, istniejący do roku 1975 na terenie obecnego powiatu czarnkowsko-trzcianeckiego (woj. wielkopolskie). Jego ośrodkiem administracyjnym był Czarnków. Oprócz miasta Czarnków powiat obejmował miasto Wieleń, lewobrzeżne części (od rzeki Noteć) dzisiejszych gmin Czarnków i Wieleń oraz gminy Drawsko, Lubasz i Połajewo. 1 sierpnia 1934 r. dokonano podziału na gminy wiejskie
Po reformie administracyjnej w 1975 roku terytorium powiatu weszło w skład nowego województwa pilskiego. Powiatu nie przywrócono w roku 1999, lecz powstał powiat czarnkowsko-trzcianecki, obejmujący tereny wcześniejszych powiatów czarnkowskiego i trzcianeckiego (oprócz prawobrzeżnej części gminy Ujście). Siedzibą powiatu został Czarnków.

## Gminy wiejskie w 1934
- gmina Czarnków
- gmina Lubasz
- gmina Rosko
- gmina Drawsko
- gmina Połajewo

## Miasta
- Czarnków

## Starostowie
- Jerzy Tyborowski (został latem 1939)[2]